# Abriendo las puertas al amor
«Abriendo las Puertas al Amor» es una canción interpretada por la cantante mexicana Paulina Rubio, incluida en su álbum debut La Chica Dorada. Fue publicada como el cuarto y último sencillo del álbum el 21 de junio de 1993 en México, vía EMI Capitol de México. En otros territorios como en Estados Unidos su lanzamiento exclusivo se realizó en febrero de 1993, como el segundo sencillo del álbum. 
Compuesta por Gian Pietro Felisatti y José Ramón Flórez, y producida por Miguel Blasco, «Abriendo las Puertas al Amor» es una balada romántica del género pop que incluye instrumentación de piano, batería y coros femeninos. Paulina Rubio usó una voz expresiva y susurrante, mientras que la letra aborda el tema de un amor que comienza a eclipsarse.
Críticos contemporáneos elogiaron la naturaleza de la melodía, pues la describieron como la pieza donde se percibe mejor la voz de la cantante en el álbum. Tuvo un excelente rendimiento comercial en la lista musical Hot Latin Tracks de la revista estadounidense Billboard, colocándose dentro las diez primeras posiciones. En algunos países de América Latina como México y Panamá también figuró en el top ten.

## Recepción comercial
«Abriendo las Puertas al Amor» fue lanzado como segundo sencillo de La Chica Dorada en Estados Unidos. En la lista musical Hot Latin Tracks de la revista estadounidense Billboard debutó en la posición número veintiocho el 6 de marzo de 1993. Tres semanas después figuró dentro del top ten. Se mantuvo durante cinco semanas consecutivas entre la posición número doce y número once, hasta el 8 de mayo que alcanzó el puesto número nueve. En total «Abriendo Las Puertas Al Amor» estuvo en la lista trece semanas. 
En Panamá, otra región donde se anticipó la publicación de la canción como segundo sencillo del álbum, ocupó el puesto número nueve de la lista musical publicada por El Siglo de Torreón con las listas de discos más populares en capitales de Latinoamérica según emisoras consultadas, el 16 de abril de 1993.

## Formatos
| CD sencillo México |                                                   |          |  |
| N.º                | Título                                            | Duración |  |
| 1.                 | «Abriendo las Puertas al Amor» (versión de álbum) | 04:40    |  |

## Posiciones en las listas de popularidad

### Listas de popularidad
| Listas de popularidad 1993 |                            |          |
| País                       | Lista                      | Posición |
| Panamá                     | El Siglo de Torreón        | 9        |
| Estados Unidos             | Billboard Hot Latin Tracks | 9        |

### Trayectoria en las listas de popularidad
| Posición | 28 | 17 | 11 | 10 | 12 | 11 | 12 | 11 | 12 | 9 | 13 | 25 | 39 |